# Marele Baraj Etiopian al Renașterii
Marele Baraj al Renașterii Etiopiene (GERD sau TaIHiGe; amharică ታላቁ የኢትዮጵያ ሕዳሴ ግድብ, transliterat: Tālāqu ye-Ītyōppyā Hidāsē Gidib የኢትዮጵያ ሕዳሴ ግድብ, tigrinya ግድብ ሕዳሰ ኢትዮጵያ, oromo⁠(d) Hidha Haaromsaa Guddicha Itoophiyaa), cunoscut anterior cu numele de Barajul Mileniului și uneori denumit Barajul Hidase (amharică ሕዳሴ ግድብ, transliterat: Hidāsē Gidib, oromo⁠(d) Hidha Hidāsē), este un baraj gravitațional pe râul Nilul Albastru. Barajul se află în regiunea Benishangul-Gumuz din Etiopia, la 14 km la est de granița cu Sudanul.
Construit între 2011 și 2023, scopul principal al barajului este producerea de electricitate pentru a atenua deficitul acut de energie din Etiopia și pentru a exporta electricitate în țările vecine. Cu o capacitate de 5,15 gigawați, barajul este cea mai mare centrală hidroelectrică din Africa și printre cele mai mari 20 din lume.
Prima fază de umplere a lacului de acumulare a început în iulie 2020, iar în august 2020 nivelul apei a crescut la 540 m (cu 40 m deasupra fundului râului, care se află la 500 m deasupra nivelului mării). A doua fază de umplere a fost finalizată pe 19 iulie 2021, oglinda apei ajungând la aproximativ 575 m. A treia umplere a fost finalizată pe 12 august 2022 la cota de 600 m. A patra umplere a fost finalizată pe 10 septembrie 2023, cu oglinda apei la aproximativ 625 m. A cincea și ultima umplere a fost finalizată în octombrie 2024, cu un nivel final al apei de aproximativ 649 m. Potrivit prim-ministrului Abiy Ahmed, inaugurarea barajului este programată pentru a doua jumătate a anului 2025.
Pe 20 februarie 2022, barajul a produs electricitate pentru prima dată, livrând în rețea 375 MW. O a doua turbină de 375 MW a fost pusă în funcțiune în august 2022. A treia și a patra turbină de 400 MW au fost puse în funcțiune în august 2024.